# Simona Gay
Simona Gay ou Simona Pons i Trainier (Ille-sur-Têt,  janvier 1898 - 26 mars 1969) est une poète et aquarelliste française d'expression française et catalane. Elle est la sœur du poète Joseph-Sebastià Pons,.

## Biographie
Quatrième enfant de Simon Pons et d'Antoinette Trainier, elle se marie très jeune avec Léon Gay, un cousin. Ils vivent dans plusieurs villes françaises avant de s'établir à Paris jusqu'en 1940. Elle commence à publier très tôt dans des journaux locaux du Roussillon et gagne plusieurs prix lors des Jeux Floraux du Genêt d'Or à Perpignan en 1927, lors des Jeux Floraux de Toulouse en 1935.... 
À partir de 1934, elle s'emploie à réunir des documents et enregistrements sur les traditions en Roussillon. Elle est l'auteure de trois recueils de poèmes et de plusieurs œuvres inédites.

## Œuvres
- (ca + fr) Aigües vives = Eaux vives : poèmes catalans, Paris, Editions Occitania, 1932.
- (ca + fr) Lluita amb l'àngel = Lutte avec l'ange, Barcelone, Grifé, 1938.
- (ca) La gerra al sol : poemes, Barcelone, Barcino, 1965.
- (ca) Obra poètica, Barcelone, Columna, 1992.